# Opération Corse
 (mai 2021).
La mise en forme du texte ne suit pas les recommandations de Wikipédia : il faut le « wikifier ».
Les points d'amélioration suivants sont les cas les plus fréquents :
- Les titres sont pré-formatés par le logiciel. Ils ne sont ni en capitales, ni en gras.
- Le texte ne doit pas être écrit en capitales (les noms de famille non plus), ni en gras, ni en italique, ni en « petit »…
- Le gras n'est utilisé que pour surligner le titre de l'article dans l'introduction, une seule fois.
- L'italique est rarement utilisé : mots en langue étrangère, titres d'œuvres, noms de bateaux, etc.
- Les citations ne sont pas en italique mais en corps de texte normal. Elles sont entourées par des guillemets français : « et ».
- Les listes à puces sont à éviter, des paragraphes rédigés étant largement préférés. Les tableaux sont à réserver à la présentation de données structurées (résultats, etc.).
- Les appels de note de bas de page (petits chiffres en exposant, introduits par l'outil «  Source ») sont à placer entre la fin de phrase et le point final[comme ça].
- Les liens internes (vers d'autres articles de Wikipédia) sont à choisir avec parcimonie. Créez des liens vers des articles approfondissant le sujet. Les termes génériques sans rapport avec le sujet sont à éviter, ainsi que les répétitions de liens vers un même terme.
- Les liens externes sont à placer uniquement dans une section « Liens externes », à la fin de l'article. Ces liens sont à choisir avec parcimonie suivant les règles définies. Si un lien sert de source à l'article, son insertion dans le texte est à faire par les notes de bas de page.
- La présentation des références doit suivre les conventions bibliographiques. Il est recommandé d'utiliser les modèles {{Ouvrage}}, {{Chapitre}}, {{Article}}, {{Lien web}} et/ou {{Bibliographie}}. Le mode d'édition visuel peut mettre en forme automatiquement les références.
- Insérer une infobox (cadre d'informations à droite) n'est pas obligatoire pour parachever la mise en page.

Pour une aide détaillée, merci de consulter Aide:Wikification.
Si vous pensez que ces points ont été résolus, vous pouvez retirer ce bandeau et améliorer la mise en forme d'un autre article.
 (mai 2021).
Si vous disposez d'ouvrages ou d'articles de référence ou si vous connaissez des sites web de qualité traitant du thème abordé ici, merci de compléter l'article en donnant les références utiles à sa vérifiabilité et en les liant à la section « Notes et références ».
Pour les articles homonymes, voir Corse (homonymie).
L’opération Corse est une opération militaire qui a précipité la chute de la Quatrième République en France en 1958 de manière concomitante au coup d'État du 13 mai.

## Contexte
Enlisé en Algérie, le gouvernement français est de plus en plus mal perçu au sein de l'armée stationnée à Alger. Un groupe d'officiers rebelles décide alors de passer à l'action avec l'objectif d'installer le général Charles de Gaulle à la présidence.

## Alger
Le 13 mai 1958, une coalition militaire dirigée par les généraux français Raoul Salan, Edmond Jouhaud, Jean Gracieux et Jacques Massu et l'amiral Philippe Auboyneau tentent de faire un coup d'Etat à Alger. Le putsch est soutenu par l'ancien gouverneur général d'Algérie Jacques Soustelle et ses sympathisants. L'objectif est de renverser le gouvernement de Pierre Pflimlin considéré hostile à l'Algérie française.
Dans la nuit du 13 mai, un junte militaire dirigée par le général Massu prend le pouvoir à Alger. Le général Salan prend la direction d'un comité de salut public formé pour remplacer l'autorité civile et exercer des pressions afin de remplacer le président René Coty par Charles de Gaulle. L'objectif est de faire émerger un gouvernement d'union nationale investi de pouvoirs extraordinaires pour empêcher l'« abandon de l'Algérie». Après sa tournée de gouverneur général, Jacques Soustelle était rentré en métropole pour organiser le soutien au retour du général de Gaulle au pouvoir. Raoul Salan annonce à la radio que l'armée a « provisoirement pris en charge le destin de l'Algérie française ». Il déclare « Vive de Gaulle ! » depuis le balcon du bâtiment du Gouvernement général d'Alger le 15 mai. De Gaulle répond deux jours plus tard qu'il est prêt à « assumer les pouvoirs de la République ».

## L'opération Corse
Le 24 mai, un régiment de parachutistes du corps algérien débarque sur la Corse par avion pour prendre contrôle de l'île. Les partisans de l'opération s'y établissent pour y faire les préparations de l'Opération Résurrection qui a pour objectif la prise de Paris et la destitution du gouvernement français au moyen des parachutistes et des forces blindées basées à Rambouillet.

Des comités de salut public sont mis en place dans plusieurs villes de Corse. 800 paramilitaires occupent les bâtiments administratifs d'Ajaccio et Bastia sous la direction d'Ignace Mantei avec l'appui d'Henri Maillot, cousin du général de Gaulle et du député Pascal Arrighi qui lance l'appui suivant sur Radio-Alger le 21 mai :
« Il y a quinze ans, la Corse, premier département français libéré, se plaçait sous l’autorité du général de Gaulle. Les Corses se doivent de continuer cette tradition et d’être à la pointe du combat. Constituez, partout, des comités de salut public. »
La mairie de Bastia oppose une résistance symbolique où le premier adjoint communiste chante la Marseillaise.
Le gouvernement français démissionne immédiatement et le président René Coty nomme le général de Gaulle Premier ministre avec pour mandat de démanteler la Quatrième République et édifier une nouvelle constitution.

La réussite du coup d'Etat et les liens de ses organisations avec le général de Gaulle qui pose les bases de la Cinquième République dont il devient le premier président amènent certains à mettre personnellement en cause le général comme François Mitterrand qui déclare :
Un commando arrache la Corse au territoire métropolitain. Ce sont des gaullistes qui atterrissent à Ajaccio. Ce sont des gaullistes qui les reçoivent et leur prêtent main-forte. Ce sont des gaullistes qui d’Alger arrivent à la rescousse.